# Christian Jacob von Zwierlein
Christian Jacob Reichsfreiherr von Zwierlein (* 4. Dezember 1737 in Wetzlar; † 10. August 1793 in Langsdorf) war ein deutscher Advokat und Prokurator am Reichskammergericht zu Wetzlar.

## Leben
Der Spross des hessischen Adelsgeschlecht Zwierlein war Sohn des Johann Jacob von Zwierlein und dessen Ehefrau Elisabeth Dorotheea von Gülchen (1718–1797). Sein Bruder Salentin (1747–1813) war Jurist und Regierungspräsident im Fürstentum Solms-Braunfels. Nach dem Gymnasium studierte Zwierlein zunächst von 1753 bis 1755 an der Universität Gießen und anschließend bis 1758 an der Universität Göttingen. Dort wurde er unter Georg Ludwig Böhmer promoviert. Am 31. Mai 1758 folgte die Zulassung zur Advocatur, am 7. Juni 1762 die zur Prokuratur sowie am 1. Juli 1762 dann die Vereidigung als Prokurator am Reichskammergericht.
Mit Hilfe seines Vaters gelang es ihm mehrere Prozessvollmachten zu übernehmen. 1762 übernahm er die Vertretung von Nassau-Dillenburg und 1773 die von Anhalt-Bernburg. 1775 wurde er zum wirklichen kurhannoverischen Kammergerichtsagenten sowie zum Hofrat ernannt. 1776 übernahm er zusätzlich die Vertretung des Fürstbischofs von Lüttich. Es folgten die Vertretungen für Nassau-Oranien, Schaumburg-Lippe, die Fürstabtei Quedlinburg sowie die Städte Bremen und Hildesheim.
Am 7. Oktober 1766 vermählte er sich mit Christiane Friederike von Hopfer zu Geisenheim und Unter-Rixingen. Das Paar hatte zwei Kinder:
- Hans Karl (* 3. Januar 1768; † 9. Juni 1851)[1]
- Louise Eleonore (* 7. August 1775) ⚭ Friedrich Franz Dietrich von Bremer (1759–1836)